# Caripeta nigraria
Caripeta nigraria là một loài bướm đêm trong họ Geometridae.